# Černjahivska kultura
Černjahivska kultura (ukr. Черняхівська культура) je naziv za arheološku kulturu otkrivenu 1899. prilikom iskapanja grobnica u okolici sela Černjahiv pored Kijeva. Raspostranjenost te kulture je bila prisutna uz cijelu desnu obalu Dnjepra odnosno na šumskim i stepskim prostorima zapadne Ukrajine. Ista kultura prelazi i granice Ukrajine te dodiruje susjedne prostore Moldove, Rumunjske i nešto manje jugoistočne Poljske. Na širenje te vrijedne kulture imali su utjecaj i Sarmati, odnsono iranofone grupe nomada, koje su s prostora Ukrajine prema zapadu potiskivali Skite. Černjahivska kultura se smatra polietničkom, odnosno multietnički sastav stanovništva u njezinom doticaju bio je najčešće sastavljen od Skita, Sarmata, Traka, Gota, Slavena i drugih.
Povjesničari tvrde da su slavenska plemena u doticaju s Černjhivskom kulturom iz skitskog doba, bila donekle povezana s iranojezičnim plemenima. Ukrajinska kijevsko-čerkaška regija bila je u možda najvećem doticaju s iranojezičnim konglomeratom te je na taj način preuzele elemente njihove religije, ideologije, folklora i umjetnosti. Vrlo je vjerojatno da su na tim prostorima Slaveni preuzeli neka poganska božanstva od iranojezičnih plemena. Ista božanstva su također utjecala i na stvaranje slavenskih etnonima te slavenske ornamentike, odnosno često određenu vegetativnu i animalnu simboliku poput primjerice cvijeća, pijetlova ili zmija. Krajem 4. i početkom 5. stoljeća, multikulturalne gotske zajednice gube svoj bitan utjecaj, a njihovu ulogu na tim prostorima preuzimaju Slaveni.

## Vanjske poveznice
- АНТРОПОЛОГІЧНІ ОСОБЛИВОСТІ ДАВНЬОГО НАСЕЛЕННЯ ТЕРИТОРІЇ УКРАЇНИ (ukr.)
- В ОРБІТІ НАЙДАВНІШИХ ЦИВІЛІЗАЦІЙ (IV ТИС. ДО Н. Е. - V СТ.) (ukr.)  Arhivirana inačica izvorne stranice od 25. veljače 2008. (Wayback Machine)
- Черняховская культура, археологическая культура (rus.)[neaktivna poveznica]
- Сини Дажбожі, Сварога внуки... (ukr.)